# Дыйкан-Кыштак
Дыйкан-Кыштак (кирг. Дыйкан-Кыштак) — село в Кара-Сууском районе Ошской области Кыргызстана. Административный центр Телейкенского айылного аймака.

## География
Село расположено в северо-западной части области, у западной окраины города Ош, на расстоянии приблизительно 20 километров (по прямой) к юго-западу от города Кара-Суу, административного центра района. Абсолютная высота — 1031 метр над уровнем моря.

## Население
Согласно оценочным данным Национального статистического комитета Кыргызской Республики, численность населения села на начало 2023 года составляла 13 809 человек.
| год     | 2009 | 2014   | 2015   | 2020   | 2021   | 2023   |
| ------- | ---- | ------ | ------ | ------ | ------ | ------ |
| человек | 9679 | 10 143 | 10 314 | 13 042 | 13 406 | 13 809 |